# Israel i l'analogia de l'apartheid
Israel i l'analogia de l'apartheid és una comparació del tracte d'Israel als palestins amb el tracte de Sud-àfrica als no-blancs durant l'època de l'apartheid.
L'analogia l'han utilitzat estudiosos, investigadors de les Nacions Unides, grups de drets humans i crítics de la política israeliana, alguns dels quals també han acusat Israel de cometre el crim d'apartheid. Els crítics amb la política israeliana diuen que "un sistema de control" a la Cisjordània ocupada per Israel, i que inclou assentaments només per a jueus, el sistema d'identificació, carreteres separades per als ciutadans israelians i palestins, els punts de control militars, llei de matrimoni discriminatòria, el mur de Cisjordània, l'ús de palestins com a mà d'obra barata, els enclavaments palestins de Cisjordània, les desigualtats en infraestructures, drets legals i accés a la terra i als recursos entre els residents palestins i israelians als territoris ocupats per Israel, s'assembla a alguns aspectes del règim d'apartheid de Sud-àfrica, i que els elements de l'ocupació israeliana constitueixen formes de colonialisme i d'apartheid, que són contràries al dret internacional. Alguns comentaristes estenen l'analogia, o l'acusació, i inclouen als ciutadans àrabs d'Israel, i descriuen el seu estat de ciutadania com de segona classe.
Els opositors de l'analogia al·leguen que s'utilitza per deslegitimar Israel. Afirmen que Cisjordània i Gaza no són part de l'Israel sobirà. Tot i que el govern d'Israel regula fortament la lliure circulació interna dels palestins, són l'Autoritat Nacional Palestina i Hamàs, escollits en eleccions, qui regeixen aquests territoris, de manera que no es pot comparar amb les polítiques internes de la Sud-àfrica de l'apartheid. Pel que fa a la situació dins del mateix Israel, els crítics de l'analogia argumenten que Israel no pot ser anomenat un estat d'apartheid perquè, a diferència de les lleis racistes de l'apartheid de Sud-àfrica, la llei israeliana garanteix als ciutadans àrabs d'Israel els mateixos drets que als altres ciutadans israelians sense distinció de raça, religió o sexe. Tanmateix, d'altres creuen que si bé la llei israeliana no fa una distinció explícita entre categories de ciutadans, en els seus efectes i conseqüències que provoca sí que privilegia els ciutadans de l'estat que són jueus i discrimina els no-jueus, i en particular els àrabs.

## Història de l'analogia
El 1961, Hendrik Verwoerd, primer ministre de Sud-àfrica i arquitecte de les polítiques d'apartheid de Sud-àfrica, va desestimar un vot israelià contra l'apartheid de Sud-àfrica a les Nacions Unides, tot dient que "Israel no és coherent en la seva nova actitud antiapartheid... van prendre Israel als àrabs després que els àrabs hi visquessin durant mil anys. En això, estic d'acord amb ells. Israel, com Sud-àfrica, és un estat d'apartheid." És des de llavors que s'ha utilitzat l'analogia de l'apartheid en l'examen del conflicte israelià-palestí. El 1967, després de la Guerra dels Sis Dies, David Ben-Gurion va declarar que si Israel no aconseguia "lliurar-se dels territoris i la seva població àrab tan aviat com fos possible" es convertiria en un estat d'apartheid. A principis de la dècada de 1970, diverses revistes en llengua àrab de l'Organització per a l'Alliberament de Palestina i el Front Popular per a l'Alliberament de Palestina van comparar les propostes israelianes d'una autonomia palestina a l'estratègia dels bantustans de Sud-àfrica. El 1979 el sociòleg palestí Elia Zureik va argumentar que, si bé Israel no era un estat d'apartheid de iure, la societat israeliana es caracteritzava per una forma latent d'apartheid. L'analogia va aparèixer amb certa freqüència en tant en escrits acadèmics com activistes durant els anys 80 i 90, quan Uri Davis, Meron Benvenisti, Richard Locke i Anthony Stewart van emprar l'analogia per descriure el tractament que Israel feia dels palestins. En la dècada de 1990, l'analogia va guanyar importància, després que Israel, com a resultat dels Acords d'Oslo, va concedir als palestins un autogovern limitat en la forma de l'Autoritat Nacional Palestina, i va establir un sistema de permisos i punts de control en els Territoris Palestins. L'analogia ha guanyat força addicional després que Israel construís el mur de Cisjordània. El 2013 l'analogia entre Cisjordània i els Bantustans de la Sud-àfrica en l'època d'apartheid va ser àmpliament tractada en els cercles internacionals. També als Estats Units, on anteriorment la noció havia estat tabú, l'acció el govern d'Israel sobre els territoris ocupats va ser cada vegada més sovint comparada amb l'apartheid.

## Anàlisi d'Adam i Moodley
Heribert Adam de la Simon Fraser University i Kogila Moodley de la University of British Columbia, al seu extens estudi Buscant Mandela: Fent la pau entre israelians i palestins (original en anglès: Seeking Mandela: Peacemaking Between Israelis and Palestinians), apliquen les lliçons apreses a Sud-àfrica per a la resolució del conflicte palestino-israelià.
Adam i Moodley divideixen els comentaristes acadèmics i periodístics sobre aquest tema en tres grups:
- La majoria, que estan indignats per la simple analogia, i deploren el que consideren objectius propagandístics.
- Defensors de la idea "Israel és apartheid", que inclou la majoria dels palestins, molts acadèmics del Tercer Món, així com diversos jueus postsionistes que de manera idealista prediuen una solució sud-africana d'un estat comú o binacional.
- Un tercer grup, que veu tant similituds com diferències, i que mira cap a la història de Sud-àfrica buscant orientació per a arribar a la resolució del conflicte entre Israel i els palestins.[6]

En part, argumenten analistes com Adam i Moodley, aquesta controvèrsia sobre la terminologia sorgeix perquè Israel com a estat és únic a la regió. Israel és percebut com una democràcia occidental i hi ha per tant la tendència a què sigui jutjat segons els estàndards d'un estat d'aquest tipus. Els comentaristes occidentals, a més, poden sentir "una major afinitat amb un sistema de govern amb una mentalitat similar que amb un estat autocràtic del Tercer Món". Israel també diu ser la llar per la diàspora jueva de tot el món i un lloc estratègic del món occidental que "està fortament finançat pels contribuents estatunidencs", que es poden veure compartint una responsabilitat col·lectiva pels seus comportaments. Els islamistes radicals, segons alguns analistes, "utilitzen les polítiques israelianes per mobilitzar un sentiment antioccidental", que porta a una situació en què "el suport incondicional dels Estats Units a l'expansionisme israelià uneix potencialment els musulmans moderats amb els gihadistes". D'acord amb aquesta anàlisi, el mur de Cisjordània —anomenat també el "mur de l'apartheid"— s'ha convertit com a resultat d'aquests factors en una important línia del front en la guerra contra el terrorisme.
Adam i Moodley remarquen que el patiment històric jueu ha imbuït el sionisme amb una sensació subjectiva de validesa moral que els blancs que governaven Sud-àfrica mai van tenir: "la integritat moral afrikaner era constantment minada per l'exclusió i la dominació dels negres, fins i tot de manera inconscient en la ment dels seus beneficiaris. En canvi, la despossessió similar que els israelians fan dels palestins es percep com a autodefensa i, per tant, no immoral". També suggereixen que les comparacions acadèmiques entre Israel i la Sud-àfrica de l'apartheid que veuen els dos grups dominants com a "societats de colons" deixen sense respondre la pregunta de "quan i com els colons esdevenen indígenes", a més de no tenir en compte que els immigrants jueus d'Israel es veuen a si mateixos com si tornessin a casa. "En la seva concepció de si mateixos, els sionistes simplement estan tornant a la seva pàtria ancestral de la qual van ser dispersats dos mil·lennis abans. Originàriament, la majoria no tenia la intenció d'explotar la mà d'obra i els recursos natius, com sí que fan els colonitzadors". Adam i Moodley remarquen que "el fet que la gent dona sentit a les seves vides i interpreta els seus mons a través d'aquests prismes ideològics diversos, les percepcions són reals i han de ser preses seriosament".
Adam i Moodley argumenten que, tot i l'existènica del sufragi universal dins de l'Israel pròpiament dit, si es consideren els territoris palestins ocupats i la presència dels colons com a part de l'entitat sota anàlisi, la comparació entre una població africana marginada a la Sud-àfrica de l'apartheid i els palestins sota l'ocupació israeliana adquireix més validesa.
Adam i Moodley també argumenten que els "ideòlegs de l'apartheid" que justificaven el seu govern al·legant defensa pròpia contra el "comunisme liderat pel Congrés Nacional Africà (ANC)" van trobar que l'excusa va esdevenir obsoleta després del col·lapse de la Unió Soviètica, mentre que les "contínues hostilitats àrabs sustenten la percepció d'Israel de l'autodefensa justificable".
Adam i Moodley sostenen que la relació entre l'apartheid de Sud-àfrica i el conflicte palestino-israelià ha estat mal interpretat com a justificació dels atemptats suïcides i glorificació del martiri. Argumenten que l'ANC "mai va donar suport al terrorisme", i subratllen que "cap suïcidi s'ha comès en la causa d'un període de trenta anys de lluita armada, tot i que en la pràctica l'ANC va derivar cada vegada més cap a la violència durant els últims anys d'apartheid."

## Crim d'apartheid i Israel
El 1973 la Convenció Internacional sobre la Repressió i el Càstig del Crim d'Apartheid (ICSPCA, per les seves inicials en anglès) va ser adoptada per l'Assemblea General de les Nacions Unides. L'ICSPCA defineix el crim d'apartheid com "actes inhumans comesos a fi d'instituir i mantenir la dominació d'un grup racial (...) sobre un altre grup racial (...) i oprimir-lo sistemàticament". El 2002 el crim d'apartheid va quedar definit de nou mitjançant l'article 7 de l'Estatut de Roma de la Cort Penal Internacional com aquell que engloba actes inhumans, com ara la tortura, l'assassinat, el trasllat forçós, l'empresonament o la persecució d'un grup identificable per motius polítics, racials, nacionals, ètnics, culturals, religiosos o d'un altre tipus, "comesos en el context d'un règim institucionalitzat d'opressió i dominació sistemàtiques d'un grup racial per sobre de qualsevol grup o grups racials i amb la intenció de mantenir aquest règim".
En un informe de 2007, el Relator Especial de les Nacions Unides per a Palestina, John Dugard, va afirmar que "elements de l'ocupació israeliana constitueixen formes de colonialisme i d'apartheid, que són contràries al dret internacional", i va suggerir que "les conseqüències legals d'una ocupació perllongada amb característiques de colonialisme i apartheid" s'haurien de sotmetre al Tribunal Internacional de Justícia. El 2009, l'agència d'investigació legal de Sud-àfrica Human Sciences Research Council (HSRC) va publicar un informe que indicava que "l'Estat d'Israel exerceix el control en els [territoris palestins ocupats] amb l'objectiu de mantenir un sistema de dominació dels palestins per part dels jueus i que aquest sistema constitueix una violació de la prohibició de l'apartheid". L'informe el van redactar un equip d'experts i estudiosos del dret internacional i no representa una posició oficial de l'HSRC. El 2010, el Relator Especial de les Nacions Unides per a Palestina, Richard A. Falk, va informar que les característiques de l'apartheid criminal de l'ocupació israeliana s'havien atrinxerat en els tres anys transcorreguts des de l'informe del seu predecessor, John Dugard. El març de 2011, Falk va dir: "el patró continu d'expansió dels assentaments a Jerusalem Est, combinat amb el desallotjament forçós dels palestins que hi resideixen des de fa temps, està creant una situació intolerable ... [i] només pot ser descrit en el seu impacte acumulatiu com una forma de neteja ètnica".
La qüestió de si els israelians i els palestins es poden considerar "grups racials" ha estat un punt de controvèrsia pel que fa a l'aplicabilitat de la ICSPCA i l'article 7 de l'Estatut de Roma. L'escriptor polític Ronald Bruce St John ha argumentat que, pel que fa a l'ICSPCA, la política israeliana relativa a Cisjordània tècnicament no es pot definir com apartheid, perquè no té el component racial. No obstant això, afirma també que amb la introducció de l'Estatut de Roma de la Cort Penal Internacional de 2002 "l'èmfasi es desplaça a un grup nacional, ètnic o cultural identificable, a diferència d'un grup racial", i en aquest cas "la política israeliana a Cisjordània constitueix clarament una forma d'apartheid amb un efecte sobre el poble palestí pràcticament igual al que l'apartheid va tenir sobre la població no blanca a Sud-àfrica". L'informe de l'HSRC de 2009 estableix que en els Territoris Palestins Ocupats, les identitats jueves i palestines són "construïdes socialment com grups que es distingeixen per l'ascendència o descendència, així com per nacionalitat, origen ètnic i religió". Sobre aquesta base, l'estudi conclou que els jueus israelians i els àrabs palestins poden ser considerats "grups racials" a efectes de la definició d'apartheid en el dret internacional.
Activistes a favor dels drets palestins han acusat Israel de cometre el crim d'apartheid. Per exemple, a la Conferència Internacional de la Societat Civil en Suport del Poble Palestí de 2006, patrocinada per l'ONU, Phyllis Bennis, copresident de la Xarxa Internacional de Coordinació sobre Palestina, va al·legar que Israel està cometent el crim d'apartheid. De la mateixa manera, Zahir Kolliah de la Coalició contra l'Apartheid israelià ha argumentat que la població indígena palestina viu sota un règim d'apartheid colonial tal com està descrit per l'ICSPCA.
Per contra, segons Richard Goldstone, exmagistrat de la Cort Constitucional de Sud-àfrica, la situació a Israel no s'ajusta a la definició d'apartheid de l'Estatut de Roma de 1998. Com a exemples, Goldstone va assenyalar el fet que els àrabs israelians voten, tenen representació política a la Kenésset i ocupen posicions de reconeixement, que inclouen el Tribunal Suprem d'Israel, i que els pacients àrabs estan al costat de pacients jueus als hospitals israelians, rebent un tracte idèntic. Segons Goldstone, a Israel la igualtat de drets és la llei, l'aspiració i l'ideal, i les desigualtats sovint es combaten amb èxit als tribunals.

## Llei de ciutadania d'Israel
La Llei de Ciutadania i Entrada a Israel va ser aprovada per la Kenésset el 2003 com una mesura provisional d'emergència després que Israel hagués patit la seva pitjor onada d'atemptats suïcides i després que diversos palestins que havien obtingut la residència permanent per motius de reunificació familiar prenguessin part en els atacs terroristes a Israel. La llei fa que els habitants de l'Iran, l'Afganistan, el Líban, Líbia, Sudan, Síria, l'Iraq, Pakistan, Iemen i zones regulades per l'Autoritat Nacional Palestina no siguin elegibles per a la concessió automàtica de la ciutadania israeliana i el permís de residència que sol ser disponible a través del matrimoni amb un ciutadà israelià. Això s'aplica a un cònjuge d'un ciutadà israelià, ja sigui àrab o jueu, però a la pràctica la llei afecta sobretot als israelians palestins que viuen als pobles limítrofs amb Cisjordània. La intenció inicial era que la llei fos temporal,, però des de llavors s'ha anat prorrogant anualment.
D'acord amb Amnon Rubinstein, un patrocinador de la llei de ciutadania, hi ha molts precedents internacionals on es prohibeix l'entrada de ciutadans d'un país enemic en temps de guerra, i ja que Hamàs, que dirigeix l'Autoritat Nacional Palestina, es nega a reconèixer Israel, aquesta etiqueta s'aplica a l'Autoritat Nacional Palestina.
En la formulació de la llei, el govern va citar la preocupació sobre la seguretat pel fet que les organitzacions terroristes tractessin de reclutar palestins que ja han rebut o rebran documentació israeliana i que els serveis de seguretat tenen dificultats per distingir entre els palestins que podrien ajudar els terroristes i aquells que no ho faran. Un representant de l'estat va dir davant d'un tribunal que "en els últims dos anys, 27 persones que havien sol·licitat permís per unir-se als seus cònjuges a Israel estaven directament involucrades en intents d'atac o atacs reals".
En la decisió del Tribunal Suprem d'Israel sobre aquest assumpte, el vicepresident del tribunal, Misael Cheshin, va argumentar que "els ciutadans israelians [no] gaudeixen d'un dret constitucional per portar un estranger a Israel... i és el dret —o més ben dit, és el deure— de l'estat, de qualsevol estat, protegir els seus residents de qui vol fer-los mal. I d'això deriva que l'estat està facultat per prohibir la immigració de ciutadans de països enemics —fins i tot si són cònjuges de ciutadans israelians— mentre hi ha un conflicte armat amb aquest enemic".
La llei va ser ratificada el maig de 2006 pel Tribunal Suprem d'Israel per 6 vots contra 5. El president del Tribunal Suprem d'Israel, Aharon Barak, es va posar del costat de la minoria, i va declarar: "Aquesta violació dels drets es dirigeix contra els ciutadans àrabs d'Israel. Com a resultat, per tant, la llei és una violació del dret dels ciutadans àrabs d'Israel a la igualtat". Zehava Gal-On, un dels fundadors de B'Tselem i membre de la Kenésset amb el partit Meretz-Yachad, va afirmar que amb la sentència "el Tribunal Suprem podria haver pres una decisió més valenta i no relegar-nos al nivell d'un estat d'apartheid". La llei també va rebre la crítica d'Amnistia Internacional i Human Rights Watch. El 2007, la restricció es va ampliar als ciutadans de l'Iran, l'Iraq, Síria i el Líban.
Heribert Adam i Kogila Moodley citen la llei de matrimoni com un exemple de com els israelians àrab "s'assemblen en molts aspectes els sud-africans 'de color' i índis" Aquests autors escriuen: "Tant els palestins israelians com els sud-africans indis i de color estan restringits a un estatus ciutadà de segona classe quan un altre grup ètnic monopolitza el poder de l'estat, tracta les minories com intrínsecament sospitoses, i prohibeix legalment el seu accés a la terra o assigna càrrecs públics o despesa per capita en educació de manera diferent entre els ciutadans dominants i els minoritaris".
El juny de 2008, després que la llei es prorrogués per un any més, Amos Schocken, l'editor del diari israelià Ha'aretz, va escriure en un article d'opinió que la llei discrimina greument quan es comparen els drets dels joves ciutadans jueus israelians i els joves ciutadans àrabs israelians que es casen, i que la seva existència en els llibres de lleis converteix Israel en un estat d'apartheid.

## Drets polítics, votació i representació, poder judicial

### A Israel
La Declaració d'Independència d'Israel demanava l'establiment d'un estat jueu amb igualtat de drets socials i polítics, independentment de la religió, raça o sexe. Els drets dels ciutadans estan garantits per un conjunt de lleis bàsiques (Israel no té una constitució escrita). Encara que aquest conjunt de lleis no inclou explícitament el terme "dret a la igualtat", el Tribunal Suprem d'Israel ha interpretat sistemàticament la "Llei bàsica: dignitat i llibertat humanes" i la "Llei Bàsica: llibertat d'ocupació (1994)", com a garants de la igualtat de drets per a tots els ciutadans d'Israel. D'acord amb els Informes sobre Pràctiques de Drets Humans a Israel i els Territoris Ocupats de 2010 del Departament d'Estat dels Estats Units, la llei israeliana prohibeix la discriminació per motius de raça, i el govern va fer complir aquestes prohibicions.
El Ministeri d'Afers Exteriors d'Israel afirma que "els àrabs israelians són ciutadans d'Israel amb els mateixos drets", i també que "l'única distinció legal entre els ciutadans àrabs i jueus no és de drets, sinó de deure cívic". Tanmateix, diverses fonts oficials reconeixen que els ciutadans àrabs d'Israel pateixen discriminació sistemàtica en molts aspectes de la vida. L'exmembre del Tribunal Superior de Justícia israelià Theodor Or va presidir la Comissió Or, que va assenyalar que la discriminació contra els ciutadans àrabs del país havia estat documentada en un gran nombre d'enquestes professionals i estudis, havia estat confirmada en les sentències judicials i resolucions del govern, i s'havia reflectit també en els informes de la l'interventor de l'estat i en altres documents oficials. El primer ministre israelià, Ehud Olmert, va criticar el 2008 el que ell va anomenar la discriminació "deliberada i insofrible" contra els àrabs a mans de la classe dirigent israeliana.
D'acord amb els Informes sobre Pràctiques de Drets Humans a Israel i els Territoris Ocupats de 2004 del Departament d'Estat dels Estats Units, Israel mantenia tota la gamma de drets normals igualitaris que es troben en les democràcies liberals d'occident, i en temes específics "en general respectava els drets humans dels seus ciutadans; ent tot cas, hi havia problemes en algunes àrees", i el Govern havia fet "molt poc per reduir la discriminació institucional, legal i social contra els ciutadans àrabs del país". Els informes dels anys següents també van identificar la discriminació contra els ciutadans àrabs com una àrea problemàtica per a Israel, però no va repetir l'afirmació que Israel havia fet poc per reduir la discriminació. Abans de 2004, també hi havia hagut algunes millores significatives en els drets dels àrabs israelians. Per exemple, s'havia produït una ampliació constant dels drets dels àrabs israelians per arrendar o comprar terres que abans es restringia als sol·licitants jueus, com ara la propietat del Fons Nacional Jueu o l'Agència Jueva. Aquests grups, establerts per jueus durant el període otomà per ajudar en la construcció d'una comunitat jueva viable a la Palestina Otomana, van comprar terra, incloent parts de desert àrid i pantans, que podia ser reclamada, arrendada i conreada per jueus, encoratjant per tant la immigració jueva. Després de l'establiment de l'estat d'Israel, l'Autoritat de Terres d'Israel va supervisar l'administració d'aquestes propietats. El 8 de març de 2000, el Tribunal Suprem d'Israel va dictaminar que els àrabs israelians també tenien el mateix dret a contractar arrendaments de llarga duració d'aquestes terres, fins i tot dins de comunitats i pobles habitades anteriorment exclusivament per jueus. El tribunal va dictaminar que el govern no podia assignar la terra basant-se en la religió o l'origen ètnic, i no podia impedir que els ciutadans àrabs visquessin on volguessin: "El principi d'igualtat prohibeix a l'estat distingint entre els seus ciutadans sobre la base de la religió o la nacionalitat". El president de la justícia Aharon Barak va escriure: "El principi també s'aplica a l'assignació de terres de l'estat.... El caràcter jueu de l'estat no permet a Israel discriminar entre els seus ciutadans". Com a comentari d'aquesta sentència, el filòsof britànic Bernard Harrison ha escrit en un capítol d'un llibre sobre l'acusació de "l'Israel de l'apartheid": "Sens dubte, encara queda molt per fer. Però estem discutint, recordeu-ho, la qüestió de si Israel és o no és un 'estat d'apartheid'. No és simplement difícil, sinó impossible, imaginar el Tribunal Suprem de Sud-àfrica, sota la direcció del govern de Hendrik Verwoerd, per exemple, arribant a una sentència anàloga, perquè d'haver-ho fet hagués colpejat a l'arrel de tot el sistema de l'apartheid, que no era res sinó un sistema per separar les races mitjançant la separació de les àrees on tenien l'autorització de viure".
Alguns observadors han acusat les autoritats israelianes de parcialitat, per exemple per ser més indulgents amb jueus que maten àrabs a Israel, en comparació amb els àrabs israelians que maten jueus a Israel.

### A Gaza i Cisjordània
Els àrabs que viuen a Cisjordània i la Franja de Gaza, territoris ocupats per Israel en la Guerra dels Sis Dies de 1967 i que es consideren territori ocupat segons el dret internacional, estan sota el control civil de l'Autoritat Nacional Palestina, i no són ciutadans israelians. En algunes zones de Cisjordània, estan sota control de seguretat israelià.
El 2007, el Comitè de l'ONU per a l'Eliminació de la Discriminació Racial va informar que els palestins i els colons israelians estan subjectes a diferents lleis penals als territoris ocupats, cosa que porta a detencions més llargues i càstigs més severs per als palestins que per als israelians al cometre els mateixos delictes. Amnistia Internacional ha informat que a Cisjordània els colons i soldats israelians que participen en abusos contra els palestins (abusos que inclouen assassinats il·legítims), gaudeixen d'"impunitat" de càstig i poques vegades són jutjats. En canvi, els palestins detinguts per les forces de seguretat israelianes poden ser empresonats per períodes prolongats de temps, i els informes de tortura i altres maltractaments no s'investiguen de manera creïble.

John Dugard ha comparat l'empresonament israelià dels palestins amb les polítiques de l'època de l'apartheid de Sud-àfrica, i ha dit que "la policia de seguretat de l'apartheid va practicar la tortura a gran escala. El mateix fan les forces de seguretat israelianes. Hi havia molts presos polítics a l'illa de Robben, però hi ha més presoners polítics palestins a les presons israelianes".

## Legislació sobre assentaments comunitaris
A principis de la dècada de 2000, diversos assentaments comunitaris en el Negev i Galilea van ser acusats d'impedir als sol·licitants àrabs de traslladar-s'hi. El 2010, la Kenésset va aprovar una llei que permetia el funcionament de comitès d'admissió a les comunitats petites de Galilea i el Negev, alhora que prohibia explícitament als comitès de bloquejar els sol·licitants basant-se en la raça, religió, sexe, ètnia, discapacitat, situació personal, edat, paternitat, orientació sexual, país d'origen, opinions polítiques o afiliació política. Els crítics, però, diuen que la llei atorga un ampli control sobre les terres públiques als comitès d'admissió de gestió privada, i creuen que empitjorarà la discriminació contra la minoria àrab.

## Llei de registre de la població
Chris McGreal, excorresponsal en cap de The Guardian a Israel, va comparar la Llei de Registre de la Població d'Israel de 1965, que obliga a tots els habitants d'Israel a registrar la seva nacionalitat, amb la Llei de Registre de la Població de Sud-àfrica en l'època de l'apartheid, que classificava els sud-africans d'acord amb les definicions racials per tal de determinar qui podia viure en cada terra. Segons McGreal, les targetes d'identificació israelianes determinen on es permet de viure a les persones, afecten l'accés a alguns programes d'assistència social del govern, i tenen un impacte en com les persones són susceptibles de ser tractades pels funcionaris i policies.

## Territori i infraestructura
Yossi Paritzky, exministre israelià, ha utilitzat l'analogia de l'apartheid per descriure un projecte de llei que prohibia la compra de terres propietat del Fons Nacional Jueu (FNJ) als ciutadans no jueus d'Israel. El FNJ ha insistit durant molt temps en què les seves terres s'haurien de vendre només als jueus, ja que el terreny es va comprar amb diners de donants jueus per tal de facilitar la immigració jueva a Israel. Noam Chomsky, professor nord-americà de lingüística i activista polític, ha assenyalat que "si et fixes en les lleis de la terra, i la descodifiques, equival a què aproximadament el noranta per cent de la terra dins d'Israel es reserva al que s'anomena "gent de raça religió i origen jueu'... Això és en el contracte entre l'estat d'Israel i el Fons Nacional Jueu, que és una organització no-israeliana, que, de totes maneres, i gràciesa diversos arranjaments burocràtics, administra la terra... Tot això està prou cobert perquè ningú pugui dir: 'Mira, aquí hi ha una llei d'apartheid'".
El 2006, Chris McGreal de The Guardian va assenyalar que, com a resultat del control del govern sobre la major part de la terra d'Israel, la gran majoria de les terres a Israel no estan disponibles per als no-jueus. El 2007, en resposta a una petició de 2004 presentada per Adalah, el Centre Legal per als Drets de la Minoria Àrab a Israel, el procurador general Menachem Mazuz va decidir que la política era discriminatòria, es va dictaminar que el FNJ havia de vendre la terra també a no-jueus, i això es compensaria amb altres terres per assegurar que l'import global de la propietat jueva de terres a Israel segueix sent la mateixa.
El punt de vista palestí queda representat per Leila Farsakh, professor associat de Ciències Polítiques a la Universitat de Massachusetts Boston. Segons ell, després de 1977 "el govern militar a Cisjordània i la Franja de Gaza va expropiar i tancar la terra palestina i va permetre el trasllat de colons israelians als territoris ocupats: van continuar regint-se per les lleis israelianes. El govern va promulgar diverses lleis i decrets militars per regular els assumptes civils, econòmics i jurídics dels habitants palestins. Van escanyar l'economia palestina i van augmentar-ne la dependència i la integració amb Israel". Farsaj sosté que "molta gent veu aquestes polítiques israelianes d'integració territorial i separació social com a apartheid, encara que mai se les hagi anomenat així".
Henry Siegman, exdirector nacional del Congrés Jueu Americà, ha declarat que la xarxa d'assentaments a Cisjordània ha creat un "projecte colonial irreversible" destinat a excloure la possibilitat d'un estat palestí viable. Segons Siegman, en el procés d'aconseguir això Israel ha "creuat el llindar de 'l'única democràcia a l'Orient Mitjà' a 'l'únic règim d'apartheid al món occidental'". Siegman argumenta que la denegació tant del dret d'autodeterminació com de la ciutadania israeliana als palestins equival a una "doble marginació", que quan està basada en l'ètnia equival a racisme. Siegman continua declarant que al reservar la democràcia per als ciutadans privilegiats i mantenir els altres "darrere dels punts de control i les tanques de filferro de pues" és el contrari de la democràcia.
John Dugard ha comparat la confiscació de les granges i les terres palestines per part d'Israel, i la destrucció d'habitatges palestins, amb polítiques similars de l'època de l'apartheid a Sud-àfrica.

## Viatge i moviment
Els palestins que viuen en les parts no annexionades de Cisjordània no tenen la ciutadania israeliana o el dret de vot a Israel, però estan subjectes a les restriccions de moviment del govern israelià. Israel ha creat carreteres i punts de control a Cisjordània amb el propòsit declarat d'impedir la circulació sense traves de terroristes suïcides i militants a la regió. L'ONG de drets humans B'Tselem ha assenyalat que aquestes polítiques han aïllat algunes comunitats palestines i assegura que el règim de carreteres d'Israel "basat en el principi de la separació a través de la discriminació té sorprenents similituds amb el règim racista de l'apartheid que existia a Sud-àfrica fins a 1994". El tribunal Internacional de Justícia va declarar que els drets fonamentals de la població palestina dels territoris ocupats estan garantits pel Pacte Internacional de Drets Civils i Polítics, i que Israel no podia negar-los per motius de seguretat. Marwan Bishara, professor de relacions internacionals a la American University of Paris, ha afirmat que les restriccions a la circulació de mercaderies entre Israel i Cisjordània són "un sistema d'apartheid de facto".
David Saks, director de la South African Jewish Board of Deputies, afirma que la comparació de les polítiques d'Israel a Cisjordània (essent Gaza evacuada el 2005) és fonamentalment falsa, ja que Israel i els territoris palestins es troben en estat de guerra, amb els centres de població israelians contínuament bombardejats des de Gaza. Saks diu que els israelians han respost a aquesta situació amb punts de control, tocs de queda, tanques de seguretat, sistemes de carreteres segregades, incursions militars i altres mesures similars, que repercuteixen negativament en la vida quotidiana dels palestins, i de fet, diu, és legítim demandar als israelians que no vagin més enllà del necessari per garantir la seva seguretat. No obstant això, afirma que és fals acusar els israelians d'estratègies d'apartheid pel fet que s'enfronten a amenaces militars que no tenen comparació amb la Sud-àfrica d'abans de 1994.

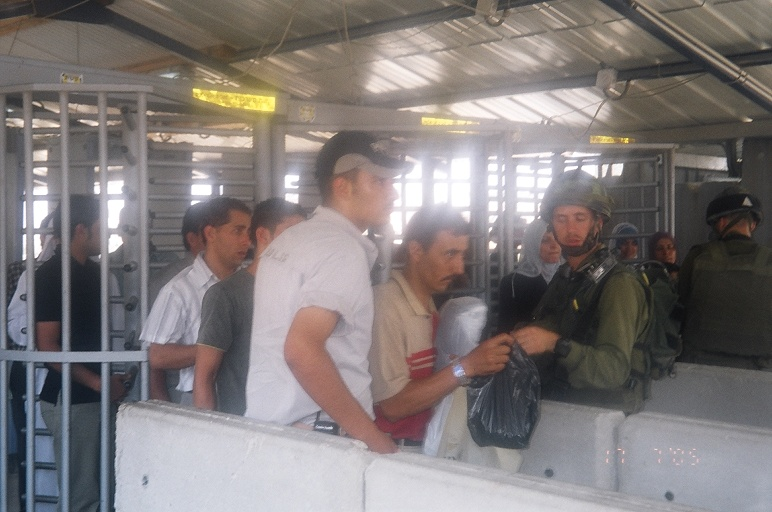
Punt de control de Huwwara (en àrab حاجز حوارة; en hebreu מחסום חווארה, Makhsom Hawara; en Anglès Huwwara Checkpoint), un dels nombrosos punts de control i tancaments israelians (desmantellat el 2011) que restringien la circulació dels palestins als territoris ocupats de Cisjordània i que s'han comparat amb les "lleis de passis" de l'apartheid.

El 1990 es va introduir un sistema de permisos i tancaments. Leila Farsakh sosté que aquest sistema imposa "als palestins condicions similars a les que s'enfrontaven els negres sota les lleis de passis. Igual que amb les lleis de passis, el sistema de permisos controla els moviments de la població d'acord amb les consideracions definides unilateralment pels colons". En resposta a la Segona intifada, Israel va modificar el sistema de permisos i va fragmentar territorialment Cisjordània i la Franja de Gaza. "L'abril de 2002 Israel va declarar que es tallessin Cisjordània i la Franja de Gaza en vuit àrees principals, fora de les quals els palestins no podrien viure-hi sense un permís". John Dugard ha dit que aquestes lleis "s'assemblen al sistema de passi de l'apartheid, però en severitat van molt més enllà".
B'Tselem va escriure el 2004 que "els palestins tenen prohibit o restringit l'accés a 450 milles [uns 725 quilòmetres] de carreteres de Cisjordània, un sistema amb 'clares semblances' amb l'exrègim d'apartheid de Sud-àfrica".
L'octubre de 2005 les Forces de Defensa d'Israel van impedir als palestins la circulació per l'autopista 60 com a part d'un pla per a una xarxa de carreteres separades per a palestins i israelians a Cisjordània. La carretera s'havia tallat després de la mort a trets de tres colons prop de Betlem. A partir de 2005, no s'hi permetia la circulació de cotxes palestins privats, tot i que el transport públic encara era permès. B'Tselem va descriure això com un primer pas cap a un '"'apartheid de carreteres' total". Haggai Alon, assessor de defensa d'alt nivell, ha presentat una crítica de les polítiques israelianes per motius similars. En una entrevista amb Haaretz, Ageu Alon, assessor del llavors ministre de Defensa israelià Amir Peretz, va dir que l'exèrcit estava "portant a terme una política d'apartheid" i que estava "buidant Hebron d'àrabs, establint controls de carretera sense que ningú sabés on i quants, judaïtzant la vall del Jordà i cooperant de manera oberta i descarada amb els colons". El 29 desembre 2009, el Tribunal Superior de Justícia d'Israel va acceptar una petició de l'Associació pels Drets Civils a Israel contra una ordre de les Forces de Defensa d'Israel que impedia la conducció per l'autopista 443 als palestins. La decisió hauria d'entrar en vigor cinc mesos després de ser emesa, cosa que permetria als palestins d'usar la carretera. D'acord amb els plans establerts per les Forces de Defensa d'Israel per posar en pràctica la decisió del tribunal, sembla que l'ús que els palestins puguin fer la carretera segueixi sent limitat. El març de 2013 l'empresa d'autobusos israeliana Afikim va anunciar que, a partir del 4 de març de 2013, operaria línies d'autobusos separats per jueus i àrabs en els territoris ocupats.
Mustafa Barghouti, legislador palestí i excandidat presidencial, va dir que l'apartheid era l'única paraula per descriure la creació per part d'Israel de vies separades per als palestins, la seva discriminació en la distribució de l'aigua, la construcció d'assentaments en curs, i les diferències en l'ingrés per capita entre israelians (tant jueus com no jueus) i palestins. També va afirmar que el procés de pau patrocinat per Estats Units va donar temps a Israel per "seguir construint assentaments, continuar tenint els punts de control i restriccions, per seguir creant aquest sistema d'apartheid". El Banc Mundial va concloure el 2009 que els assentaments israelians a Cisjordània (que equivalen al 15% de la població de Cisjordània) reben accés a més del 80% dels recursos d'aigua dolça, malgrat el fet que els acords d'Oslo demanden una gestió "conjunta" d'aquests recursos. Això ha creat, segons el Banc, "escassetat d'aigua important" per als palestins. El gener de 2012, la Comissió d'Afers Exteriors del parlament francès va publicar un informe que descriu les polítiques d'aigua d'Israel a Cisjordània com "una arma al servei del nou apartheid". L'informe assenyalava que els 450.000 colons israelians utilitzen més aigua que els 2,3 milions de palestins, "en vulneració del dret internacional", que als palestins no se'ls permet d'usar els aqüífers subterranis, i que Israel estava destruint deliberadament pous, embassaments i plantes de purificació d'aigua. El portaveu del Ministeri d'Exteriors israelià, Yigal Palmor, va dir que l'informe estava "carregat amb el llenguatge de la propaganda viciosa, molt lluny de qualsevol crítica professional amb la qual es podria argumentar de forma intel·ligent". Un informe del Begin-Sadat Center for Strategic Studies conclou que Israel ha complert els acords sobre l'aigua que ha fet amb els palestins, i l'autor ha comentat que la situació és "just el contrari d'apartheid", ja que Israel ha proporcionat infraestructura d'aigua a més de 700 pobles palestins. L'Associació pels Drets Civils a Israel va arribar el 2008 a la conclusió que una xarxa de carreteres segregades a Cisjordània, l'expansió dels assentaments jueus, la restricció del creixement de les ciutats palestines i la concessió discriminatòria de serveis, pressupostos i accés als recursos naturals són "una violació flagrant del principi d'igualtat i que recorda de moltes maneres al règim de l'apartheid a Sud-àfrica". El grup va canviar la seva renuència anterior per utilitzar la comparació amb Sud-àfrica perquè "les coses estan empitjorant en lloc de millorar", segons la portaveu Melanie Takefman.

### Mur de Cisjordània
El 2003, un any després de l'Operació Escut Defensiu, el govern israelià va anunciar un projecte de "tanques i altres obstacles físics" per impedir que els palestins entressin a Israel. Diverses figures, entre ells Mohammad Sarwar, John Pilger i Mustafa Barghouti, han descrit el mur de Cisjordània resultant com un "mur de l'apartheid".

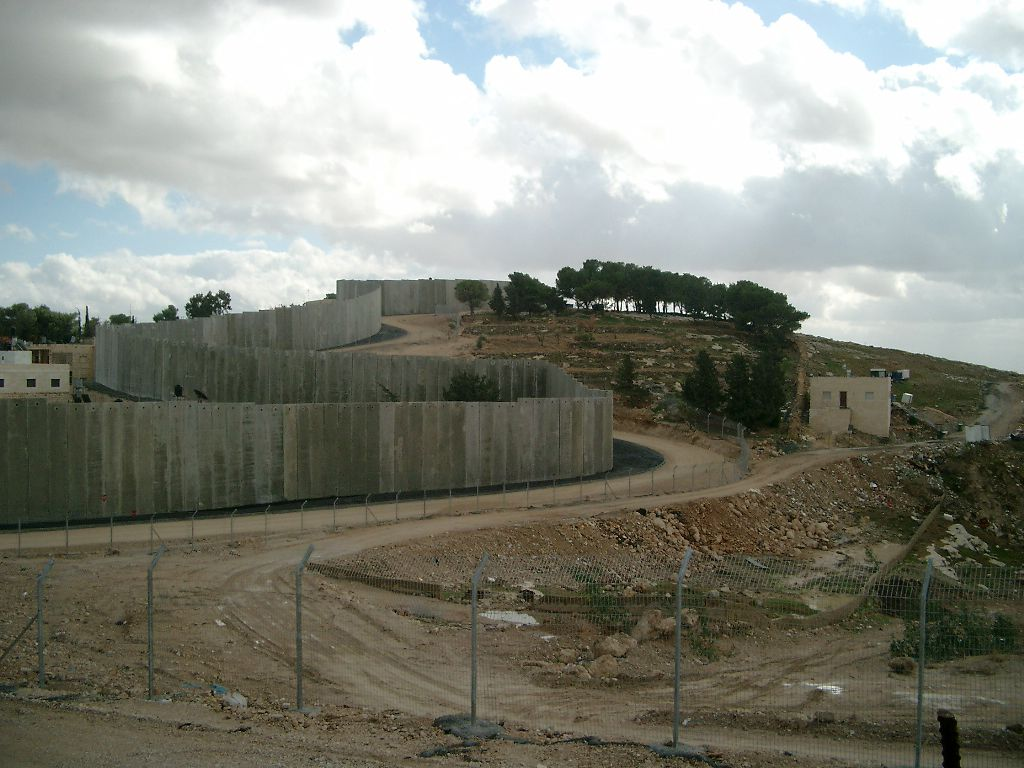
El mur ha estat anomenat un "mur de l'apartheid" per la Xarxa d'ONGs ambientalistes de Palestina. Funcionaris israelians descriuen el mur, construït el 2002, com una tanca de seguretat, i que limita la capacitat de les organitzacions terroristes palestines d'entrar a Israel i fent-los difícil de dur a terme atacs suïcides.

Els partidaris del mur de Cisjordània consideren que és en gran part responsable de la reducció d'incidents de terrorisme en un 90% entre 2002 i 2005. El ministre d'exteriors d'Israel, Silvan Shalom, va declarar el 2004 que el mur no és una frontera sinó una mesura defensiva temporal dissenyada per protegir els civils israelians d'infiltracions terrorista i d'atacs, i que pot ser desmuntat si s'escau. El Tribunal Suprem d'Israel va dictaminar que el mur és defensiu i va acceptar la posició del govern que la seva ruta es basa en consideracions de seguretat.
El Tribunal Internacional de Justícia va dictaminar el 2004 com una opinió consultiva que el mur és il·legal en aquells trams en què s'estén més enllà de la Línia Verda de 1967 a Cisjordània. Israel no va estar d'acord amb la sentència, però el seu Tribunal Suprem va ordenar posteriorment que el mur fos traslladat en els trams on es veia que el seu recorregut causava més penúries als palestins que els problemes de seguretat poguessin justificar.
El gener de 2004, Ahmed Qureia, aleshores primer ministre palestí, va dir que la construcció del mur de Cisjordània i l'associada absorció israeliana de parts de Cisjordània constituïen "una solució d'apartheid per posar els palestins en cantons". Colin Powell, aleshores secretari d'Estat dels Estats Units, es va referir a les declaracions de Qureia afirmant el compromís dels Estats Units amb la solució dels dos estats, i va dir: "Jo no crec que puguem acceptar una situació que doni lloc a cap cosa que es pogués qualificar d'apartheid o bantuisme".
Malcolm Hedding, ministre sud-africà que va treballar contra l'apartheid sud-africà i director executiu de l'organització sionista cristiana 'Ambaixada Cristiana Internacional a Jerusalem', va dir que el mur de Cisjordània no té res a veure amb l'apartheid i tot a veure amb l'autodefensa d'Israel. Va dir també que Israel ha demostrat la seva voluntat d'arribar a un acord amb els palestins i de garantir alhora drets polítics als seus propis ciutadans àrabs dins d'un sistema democràtic liberal, però que els palestins segueixen compromesos amb la destrucció d'Israel. Per contra, diu, era una petita minoria a Sud-àfrica qui mantenia el poder, i un cop va arribar la democràcia el Partit Nacional que havia dominat les masses va desaparèixer.

## Educació

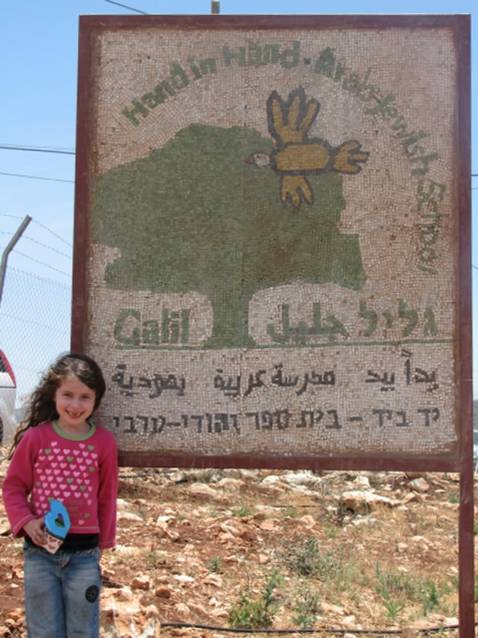
Senyal davant de l'escola judaic-aràbica Galil, una escola primària conjunta entre àrabs i jueus

Una part central de l'apartheid a Sud-àfrica van ser els sistemes educatius separats i desiguals, com a part d'una estratègia deliberada destinada a limitar els nens negres a una vida de treball manual. Hi ha algunes diferències entre jueus i àrabs en el sistema educatiu d'Israel, tot i que no són ni de prop tan importants i la intenció no és tan maligne. Llei de Drets dels alumnes israelians de 2000 prohibeix als educadors d'establir diferents drets, obligacions i normes disciplinàries per als estudiants de religions diferents. Les institucions educatives no poden discriminar contra les minories religioses en les decisions d'admissió o expulsió, o en el desenvolupament dels plans d'estudi o l'assignació dels estudiants a les classes. A diferència de la Sud-àfrica de l'apartheid, a Israel l'educació és gratuïta i obligatòria per a tots els ciutadans, des de l'escola primària fins al final de l'escola secundària, i l'accés a la universitat es basa en la matrícula uniforme per a tots els ciutadans.
Israel té escoles en àrab i en hebreu, mentre que algunes escoles són bilingües. La majoria dels àrabs estudien en àrab, mentre que un petit nombre de pares àrabs opten per matricular els seus fills a les escoles hebrees. Totes les vuit universitats d'Israel utilitzen l'hebreu. Un informe del govern de 1992 va concloure que es destinen gairebé el doble de diners a cada nen jueu respecte a cada un d'àrab. De la mateixa manera, un informe de Human Rights Watch de 2004 va identificar diferències significatives en la despesa en educació i va afirmar que la discriminació contra els nens àrabs afecta tots els aspectes del sistema educatiu. La ràtio d'aprovats per a alumnes àrabs era al voltant d'un terç més baixa que la dels seus compatriotes jueus. Un informe de 2007 del Comitè de l'ONU per a l'Eliminació de la Discriminació Racial va expressar la seva preocupació que l'existència de sectors separats àrabs i jueus separats pot equivaldre a la segregació racial, i recomanava que promoguessin les comunitats i escoles mixtes judaic-àrabs i l'educació intercultural. En un informe de 2008 Israel va respondre que els pares tenen dret a matricular els seus fills en la institució educativa de la seva elecció, ja sigui de llengua hebrea, àrab o bilingüe. També va assenyalar que Israel promou una varietat de programes que promouen la cooperació intercultural, la tolerància i la comprensió. El 2007, el Ministeri d'Educació d'Israel va anunciar un pla per augmentar els fons per a les escoles de les comunitats àrabs. Segons un funcionari del ministeri, "al final del procés, una gran quantitat de diners es dirigirà a les escoles amb alumnes de famílies amb baix nivell d'educació i d'ingressos, principalment en el sector àrab". El Ministeri d'Educació va elaborar un pla de cinc anys per eliminar les diferències i augmentar el nombre d'estudiants que capaços de matricular-se a l'escola secundària.

## Respostes

### Reaccions de governs
El 1975, l'exambaixador dels EUA davant les Nacions Unides, Daniel Patrick Moynihan va expressar el ferm desacord dels Estats Units amb la resolució de l'Assemblea General que "el sionisme és una forma de racisme i discriminació racial”, dient que, a diferència de l'apartheid, el sionisme no és clarament una ideologia racista. Va afirmar que ideologies racistes com l'apartheid afavoreixen la discriminació sobre la base de suposades diferències biològiques, encara que pocs pobles són tan biològicament heterogenis com els jueus.
Diversos primers ministres israelians en actiu han advertit que Israel es podria convertir en un Estat com la Sud-àfrica de l'apartheid. El primer ministre Yitshaq Rabbín va advertir el 1976 que Israel corria el risc d'esdevenir un Estat d'apartheid si s'annexionava i absorbia la població àrab de Cisjordània. El primer ministre Ehud Olmert va advertir el 2007 que si la solució dels dos Estats fracassava, Israel "s'enfrontaria a una lluita a l'estil sud-africà per la igualtat de drets de vot, i quan això passi, l'Estat d'Israel estarà acabat".
El 2014, el secretari d'Estat dels Estats Units, John Kerry, va advertir que si Israel no aconseguia aviat la pau amb una solució de dos estats, es podria convertir en un Estat d'apartheid.
El febrer del 2022, l'Assemblea de la Unió Africana va aprovar una resolució en què demanava el desmantellament de l'apartheid israelià a l'Estat de Palestina i recomanava boicotejar "el sistema colonial israelià i els assentaments il·legals" per acabar amb l'apartheid. Al juny de 2022, el Parlament de Catalunya va aprovar una resolució en què s'afirmava que "Israel comet el crim d'apartheid contra el poble palestí" i es demanava a la Generalitat de Catalunya que evités qualsevol suport al règim d'apartheid i ajudarà a aplicar les recomanacions dels informes d'Amnistia i Human Rights Watch.